# Davenport, Cheshire
Davenport är en by i civil parish Brereton, i distriktet Cheshire East, i grevskapet Cheshire, i England. Byn är belägen 6 km från Congleton. Davenport var en civil parish 1866–1936 när blev den en del av Brereton. Civil parish hade 81 invånare år 1931. Byn nämndes i Domedagsboken (Domesday Book) år 1086, och kallades då Deneport.